# Tommy Karevik
Tommy Karevik (nascido em 1 de novembro de 1981, em Estocolmo) é um vocalista de metal, mais conhecido como o vocalista da banda de power metal Kamelot desde 22 de junho de 2012. Ao entrar para o Kamelot, manteve-se filiado à sua banda anterior, a Seventh Wonder. Em 2013 foi convidado Por Arjen Lucassen para seu álbum The Theory of Everything. Em 2016, foi escalado novamente para participar do novo álbum do Ayreon, The Source, e posteriormente, em 2020 para o disco seguinte, Transitus.

## Vida pessoal
- Os vocalistas Tommy Tommy Karevik (Kamelot) e Kobra Paige (Kobra And The Lotus) estão casados. A união foi oficializada no último dia 4 de abril, após pouco menos de um ano de noivado.